# Dudgeon Park
Dudgeon Park es un estadio de fútbol ubicado en la localidad escocesa de Brora. Es la casa del Brora Rangers F.C., que actualmente juega en la Liga Highland de Escocia, y tiene una capacidad para 4000 espectadores.
- Datos: Q5311737